# Харуни
Харуни́ или Хану́н (перс. هاروني‎) — небольшой город на юго-западе Ирана, в провинции Чехармехаль и Бахтиария. Входит в состав шахрестана  Шехре-Корд.
На 2006 год население составляло 4 317 человек.

## География
Город находится в северной части Чехармехаля и Бахтиарии, в горной местности центрального Загроса, на высоте 2 232 метров над уровнем моря.
Харуни расположен на расстоянии приблизительно 25 километров к северо-западу от Шехре-Корда, административного центра провинции и на расстоянии 365 километров к югу от Тегерана, столицы страны.